# 克雷茨基爆炸案
2023年12月15日，54岁的人民公僕籍乌克兰村拉達（議會）议员塞爾希·巴特倫（烏克蘭語：Сергій Батрин）在烏克蘭外喀爾巴阡州克雷茨基村的一次村里会议上引爆了三枚手榴弹，造成1人当场死亡，26人受伤，其中6人伤势严重。當時村议会正討論2024年預算案以及表決是否要向村議會主席發放獎金。巴特倫對討論結果不滿，於是引爆手榴彈。肇事者随后被送往醫院重症部。一个月后，一名伤者因伤势过重死亡。